# Alur Simerah
Alur Simerah is een bestuurslaag in het regentschap Aceh Selatan van de provincie Atjeh, Indonesië. Alur Simerah telt 308 inwoners (volkstelling 2010).